# Bloomberg Billionaires Index
O Bloomberg Billionaires Index, lançado em março de 2012, é uma classificação diária das 500 pessoas mais ricas do mundo com base em seu patrimônio líquido. Ele apresenta um perfil de cada bilionário e inclui uma ferramenta que permite aos usuários comparar as fortunas de vários bilionários. O índice é atualizado diariamente no fechamento do mercado em Nova Iorque.

## Classificações
As classificações são atualizadas apenas em cada dia de negociação após o sino de fechamento, com base no horário de Nova Iorque.
| Ícone   | Descrição                                           |
| ------- | --------------------------------------------------- |
| Estável | Não mudou em relação ao dia de negociação anterior. |
| Aumento | Aumentou em relação ao dia de negociação anterior.  |
| Baixa   | Diminuiu em relação ao dia de negociação anterior.  |

| No. | Nome            | Patrimônio líquido (USD) | Idade | Nacionalidade                           | Fonte(s) de riqueza |
| --- | --------------- | ------------------------ | ----- | --------------------------------------- | ------------------- |
| 1   | Elon Musk       | $448,5 bilhões           | 53    | África do Sul · Canadá · Estados Unidos | Tesla SpaceX xAI    |
| 2   | Jeff Bezos      | $244,9 bilhões           | 61    | Estados Unidos                          | Amazon Blue Origin  |
| 3   | Mark Zuckerberg | $216,7 bilhões           | 40    | Estados Unidos                          | Meta Platforms      |
| 4   | Larry Ellison   | $188,4 bilhões           | 80    | Estados Unidos                          | Oracle Corporation  |
| 5   | Bernard Arnault | $188,4 bilhões           | 76    | França                                  | LVMH                |
| 6   | Larry Page      | $174,1 bilhões           | 51    | Estados Unidos                          | Alphabet Inc.       |
| 7   | Sergey Brin     | $163,6 bilhões           | 51    | Estados Unidos                          | Alphabet Inc.       |
| 8   | Bill Gates      | $162,1 bilhões           | 69    | Estados Unidos                          | Microsoft           |
| 9   | Steve Ballmer   | $148,8 bilhões           | 68    | Estados Unidos                          | Microsoft           |
| 10  | Warren Buffett  | $146,4 bilhões           | 94    | Estados Unidos                          | Berkshire Hathaway  |

## Lançamento e contexto
O Bloomberg Billionaires Index é uma classificação diária dos bilionários do mundo publicada pela Bloomberg News desde março de 2012. Ele acompanha as 500 pessoas mais ricas do mundo. A classificação foi projetada para fornecer uma apresentação mais transparente e responsável das maiores fortunas pessoais do mundo. Inicialmente, o índice acompanhava apenas as 20 pessoas mais ricas do mundo e depois expandiu para 100, 200, 400 e, posteriormente, 500 em outubro de 2016.
Em seu lançamento em 2012, o magnata mexicano das telecomunicações Carlos Slim estava na primeira posição, com um patrimônio líquido estimado de $65,8 bilhões. A partir de maio de 2013, o co-fundador da Microsoft, Bill Gates, foi o bilionário número um do mundo. O CEO da Amazon, Jeff Bezos, e o varejista de moda espanhol Amancio Ortega viram um grande aumento em seus patrimônios líquidos durante 2016 e 2017 e desafiaram Gates pelo primeiro lugar. Bezos eventualmente o ultrapassou em 2018 e, até 2021, foi ultrapassado ainda mais por Elon Musk, considerado a pessoa mais rica da Terra até meados de dezembro de 2022, quando o preço das ações da Tesla caiu e Bernard Arnault se tornou a pessoa mais rica do mundo. Em 31 de maio de 2023, Elon Musk mais uma vez se tornou o homem mais rico do mundo, à medida que o preço das ações da Tesla subia, enquanto o preço das ações da LVMH, que influenciou a riqueza de Bernard Arnault, caía devido a uma queda nas vendas da LVMH.
O índice relata riquezas ocultas e descobriu mais de 400 bilionários ocultos desde a sua fundação. O editor fundador do Bloomberg Billionaires, Matthew Miller, disse em 2013 que os bilionários ocultos são identificados "garantindo que contabilizamos todas as empresas em ativos mantidos de perto ao redor do mundo". Alguns dos bilionários que o índice descobriu incluem o presidente do JPMorgan Chase, Jamie Dimon, a presidente da In-N-Out Burger, Lynsi Torres, o herdeiro da Ferrari Motors, Piero Ferrari e o presidente da Biel Crystal Manufactory, Yeung Kin-Man.
Ao relatar sobre bilionários ocultos, o índice fornece cobertura e tenta colocar em perspectiva a riqueza das pessoas mais ricas do mundo, como a ex-rainha Elizabeth II e o ex-Presidente dos EUA Donald Trump.

## Metodologia
O índice oferece uma visão dinâmica da riqueza controlada pelas pessoas mais ricas do mundo, ao mesmo tempo em que tenta proporcionar uma nova perspectiva sobre como a mídia visualiza e acompanha o movimento dessa riqueza. O índice "é construído para mudar diariamente, dependendo das flutuações das ações e das notícias econômicas/empresariais."
Para calcular a riqueza de indivíduos, o índice depende de uma mistura de dados públicos e privados, rastreando preços de ações e participações divulgadas publicamente, bem como valores calculados para empresas privadas usando informações derivadas ou relatadas que são avaliadas usando comparações ao vivo com concorrentes públicos.
As valorações são convertidas para dólares americanos às taxas de câmbio atuais e não incluem suposições sobre dívidas pessoais.
Jornalistas observaram que a metodologia detalhada usada para o índice é mais transparente do que o cálculo "um tanto vago" por trás de outras listas. "Os listadores da Bloomberg afirmam que suas estimativas podem ser mais precisas do que as da concorrência porque têm dados e relatórios melhores (dos terminais da Bloomberg e de sua equipe de reportagem)."

## Visualização de dados
O índice completo está disponível online no Bloomberg Terminal gratuitamente. Existem ferramentas para comparar as fortunas de vários bilionários, rastrear os bilionários cujos ativos mais mudam e analisar o desempenho de um ano de bilionários individuais ou agrupados por setor, região ou país.
Cada perfil de bilionário inclui explicações sobre valorações de ativos e mais detalhes sobre cada fortuna.